# Haplolobus beccarii
Haplolobus beccarii är en tvåhjärtbladig växtart som beskrevs av Husson. Haplolobus beccarii ingår i släktet Haplolobus och familjen Burseraceae. Inga underarter finns listade i Catalogue of Life.